# Diana Meza Figueroa
Diana Meza Figueroa es una geóloga mexicana originaria del estado de Sonora. Se especializa en la  identificación de fuentes y movilidad de contaminantes transportados por polvo en zonas áridas, la evaluación de las rutas de exposición a humanos, la estimación del riesgo, los efectos a la salud y la comunicación del riesgo. Es miembro de la Academia Mexicana de Ciencias. Acreedora del Premio al Mérito Académico de la Universidad de Sonora y reconocida por su trayectoria en pro del cuidado y protección del medio ambiente en la ciudad de Hermosillo.  

## Trayectoria académica
Estudió la licenciatura en geología en la Universidad de Sonora. Posteriormente migró a Estados Unidos, donde realizó la maestría y el doctorado en Geoquímica en la Universidad de Arizona, obteniendo este último grado en 1998. 
Es docente en el Departamento de Geología de la Universidad de Sonora desde 2002, donde también se desempeña como Investigadora Titular C y directora de la Dirección de Apoyo a la Vinculación y Difusión. Pertenece además al Sistema Nacional de Investigadores (nivel III), cuenta con reconocimiento de perfil PRODEP.  Es fundadora del Centro Binacional en Toxicología y Ciencias Ambientales Dean Carter de la Universidad de Arizona, así como del Laboratorio Nacional de Mineralogía y Geoquímica-LANGEM, y del Grupo Regional Emergente en Geología-Ambiente y Salud. 

## Líneas de investigación
Sus investigaciones se pueden catalogar dentro de la geología aplicada, particularmente la geología ambiental y los yacimientos minerales. Una de sus principales líneas se centra en los tratamientos de desechos minero-metalúrgicos. Esto se refiere al tratamiento, separación y confinamiento de elementos contaminantes y metales pesados en soluciones acuosas, residuos sólidos y gases. 
Su equipo de investigación utiliza herramientas geoquímicas para identificar fuentes naturales y antropogénicas de contaminantes en el polvo y las partículas atmosféricas. También emplean métodos in vitro para determinar la bioaccesibilidad pulmonar y oral de los metales. Ha trabajado en la caracterización de nanopartículas cristalinas en el polvo urbano y la ceniza volcánica, y colabora con toxicólogos ambientales para corroborar modelos de riesgo basados en biomarcadores de exposición y/o efecto. 
Los resultados de sus investigaciones relacionadas con los contaminantes en parques y áreas de la ciudad han tenido implicaciones sociales relevantes. Gracias a ellas se han realizado Cambio de pintura en parques por altos contenidos en metales y sus posibles afectaciones en la salud de niñas y niños, además de la realización de monitoreo constante del aire en varias zonas de la ciudad. Estas acciones han logrado posicionar a la Universidad de Sonora como la primera institución mexicana en desarrollar y publicar la técnica de bioaccesibilidad pulmonar de partículas, y el primer reporte en el mundo de partículas refractarias derivadas de catalizadores de automóviles en matrices ambientales. 

## Premios y reconocimientos
A lo largo de su carrera ha sido reconocida por su trayectoria científica y compromiso con el medio ambiente. 
- 2021: Jurado para otorgar el Premio Nacional de Ciencias.
- 2020: Premio Universidad de Sonora a la Trayectoria Académica. [2]
- 2019: Reconocimiento como Profesor con Perfil PRODEP. Secretaría de Educación Pública  (2019)
- 2017: Reconocimiento otorgado por el H. Ayuntamiento de Hermosillo, Sonora por su trayectoria en pro del cuidado y protección del medio ambiente en la ciudad de Hermosillo.
- 2016: Certificado de Excelencia como revisor de la Editorial Elsevier. Fue elegida para este reconocimiento por el editor en jefe de la Revista Chemosphere.
- 1999: Premio al Mérito Académico, otorgado por la Universidad Autónoma de Guerrero.

## Producción científica
Cuenta con más de 22 años de trayectoria docente donde ha creado más de 20 módulos y talleres, además de asesorar y dirigir más de 20 tesis de posgrado y licenciatura. Sus investigaciones la han llevado a participar en cerca de 20 proyectos de investigación con incidencia social, entre los cuales destacan: 
| Título del proyecto | Institución                                                             | Año  |
| --- | ----------------------------------------------------------------------- | ---- |
| Destino ambiental de metales y minerales asociados a tráfico vehicular en polvos urbanos de Hermosillo y la Ciudad de México y su posible conexión con estrés oxidativo                                 | Ciencia Básica CONACYT A1-S-29697                                       | 2022 |
| Ciudades resilientes al cambio climático: colaboración interdisciplinaria para la recuperación y restauración del ecosistema del desierto de Sonora en entornos urbanos para mejorar la calidad de aire | Programas Nacionales Estratégicos Clave 317557                          | 2021 |
| Identificación de fuentes contaminantes de origen natural y antrópico, riesgo a la salud y ciencia ciudadana en la cuenca del Río Sonora como estrategia de reactivación económica y justicia ambiental | Programas Nacionales Estratégicos 309959                                | 2020 |
| Proyecto 235684..2015 | Grupo Regional Geología, Ambiente y Salud. CONACYT                      | 2015 |
| Caracterización de trazadores geoquímicos en polvo para la identificación de fuentes geogénicas y de tráfico en regiones áridas y su relación con biomarcadores de daño genotóxico                      | CONACYT 167676. 2013-2016.                                              | 2013 |
| Sustainable management of waste by elaboration of compost to develop residential gardens as an strategy to reduce indoor dust at a mining area                                                          | Environmental Protection Agency, BECC TAA-09-024, Border 2012, Región 9 | 2011 |
| Valorización de residuos de la industria minera metálica | SEMARNAT                                                                | --   |
| U.S.-Mexico Higher Education Partnership for Environmental Sciences and Toxicology | USAID Mexico, ALO 2005-2008                                             | 2005 |

He publicado más de 80 artículos y capítulos en libros y revistas especializados. De acuerdo con Google Scholar sus publicaciones más destacadas son: 
- Heavy metal distribution in dust from elementary schools in Hermosillo, Sonora, México. D Meza-Figueroa, M De la O-Villanueva, ML De la Parra, Atmospheric Environment 41 (2), 276-288.
- The impact of unconfined mine tailings in residential areas from a mining town in a semi-arid environment: Nacozari, Sonora, Mexico. D Meza-Figueroa, RM Maier, M de la O-Villanueva, A Gómez-Álvarez, et al. Chemosphere 77 (1), 140-147.
- U–Pb geochronology of the Acatlán Complex and implications for the Paleozoic paleogeography and tectonic evolution of southern Mexico. O Talavera-Mendoza, J Ruiz, GE Gehrels, DM Meza-Figueroa, et al. Earth and Planetary Science Letters 235 (3-4), 682-699.
- Biomonitoring of metal in children living in a mine tailings zone in Southern Mexico: A pilot study. ME Moreno, LC Acosta-Saavedra, D Meza-Figueroa, E Vera, ME Cebrian, et al. International journal of hygiene and environmental health, 213 (4), 252-258.
- Pressure-temperature-time evolution of Paleozoic high-pressure rocks of the Acatlán Complex (southern Mexico): implications for the evolution of the Iapetus and Rheic Oceans. R Vega-Granillo, O Talavera-Mendoza, D Meza-Figueroa, J Ruiz, et al. Geological Society of America Bulletin 119 (9-10), 1249-1264.